# Abarema josephi
Abarema josephi là một loài rau đậu thuộc họ Fabaceae. Nó là loài duy nhất được tìm thấy ở tỉnh Caquetá, Colombia.